# ۵۰۰ روز
۵۰۰ روز (روسی: программа "500 дней") برنامه‌ای جهت حل بحران مالی اتحاد جماهیر شوروی با ورود به اقتصاد بازار بود. گریگوری یاولینسکی طرح آن را ریخته بود و میخائیل گورباچف به او اطمینان داده بود که قصد دارد اقتصاد اتحاد جماهیر شوروی را به صورت افراطی اصلاح کند. شورای عالی اتحاد شوروی در پذیرش طرح تاخیر ایجاد کرد و در آخر هم طرح میانه‌رویانه‌تری به نام «راهنمایی‌های اولیه برای ایجاد ثبات اقتصادی و ورود به اقتصاد بازار» را به اجرا در آورد.